# Ганьнань (Цицикар)
Ганьна́нь (кит. упр. 甘南, пиньинь Gānnán) — уезд городского округа Цицикар провинции Хэйлунцзян (КНР).

## История
После Синьхайской революции эти земли вошли в состав уезда Лунцзян.
В 1931 году Маньчжурия была оккупирована японскими войсками. В 1932 году было образовано марионеточное государство Маньчжоу-го. В октябре 1933 года властями Маньчжоу-го был образован уезд Ганьнань.
С августа 1958 года уезд Ганьнань находился в составе Специального района Нэньцзян (嫩江专区, впоследствии — Нэньцзянского округа (嫩江地区)), а когда он в 1960—1961 был временно ликвидирован — подчинялся непосредственно Цицикару. Когда в 1985 году Нэньцзянский округ был расформирован, Ганьнань стал уездом городского округа Цицикар.

## Административное деление
Уезд Ганьнань делится на 5 посёлков и 5 волостей.
| №  | Название | Название (кит.) | Статус  | Население чел. (2010) | На карте                         |
| -- | -------- | --------------- | ------- | --------------------- | -------------------------------- |
| 1  | Ганьнань | 甘南镇          | поселок | 83612                 | 47°55′14″ с. ш. 123°29′59″ в. д. |
| 2  | Баошань  | 宝山乡          | волость | 45254                 | 48°07′41″ с. ш. 123°56′50″ в. д. |
| 3  | Чжунсин  | 中兴乡          | волость | 35706                 | 47°42′09″ с. ш. 123°14′03″ в. д. |
| 4  | Дунъян   | 东阳镇          | поселок | 29242                 | 48°00′40″ с. ш. 124°14′53″ в. д. |
| 5  | Чаншань  | 长山乡          | волость | 27189                 | 47°46′06″ с. ш. 123°32′29″ в. д. |
| 6  | Синлун   | 兴隆乡          | волость | 23068                 | 48°01′55″ с. ш. 123°39′14″ в. д. |
| 7  | Цзюйбао  | 巨宝镇          | поселок | 18632                 | 47°53′47″ с. ш. 124°11′11″ в. д. |
| 8  | Чжахаян  | 查哈阳乡        | волость | 16016                 | 48°25′16″ с. ш. 124°17′39″ в. д. |
| 9  | Пинъян   | 平阳镇          | поселок | 15147                 | 48°16′10″ с. ш. 124°20′53″ в. д. |
| 10 | Иньхэ    | 音河镇          | поселок | 14819                 | 47°57′11″ с. ш. 123°39′07″ в. д. |

## Соседние административные единицы
Уезд Ганьнань на востоке граничит с городским уездом Нэхэ и уездом Фуюй, на юго-востоке — с Мэйлисы-Даурским национальным районом, на юге — с районом Няньцзышань и уездом Лунцзян, на севере и западе — с автономным районом Внутренняя Монголия.